# Autostrăzi în Polonia
     existente
     existente cu viteză mai redusă de circulație
     aflate în construcție
     aflate în faza de proiectare
     scoase la licitație
     cu avizul de mediu obținut
     planificate
     existente
     aflate în construcție
     planificate

Rețeaua autostrăzilor și a drumurilor expres din Polonia:
existente
existente cu viteză mai redusă de circulație
aflate în construcție
aflate în faza de proiectare
scoase la licitație
cu avizul de mediu obținut
planificate

Rețeaua completă de autostrăzi și drumuri expres planificate

Dezvoltarea rețelei de autostrăzi și drumuri expres din Polonia începând cu 1932:
existente
aflate în construcție
planificate

Lungimea totală a autostrăzilor și drumurilor expres pe ani

Drumurile rapide cu acces controlat din Polonia fac parte din rețeaua națională de drumuri și sunt împărțite în autostrăzi și drumuri expres. Ambele tipuri au noduri rutiere cu alte drumuri, benzi de urgență, benzi de accelerare/decelerare, treceri pentru animale sălbatice și zone dedicate de odihnă pe marginea drumului. Autostrăzile diferă de drumurile expres prin parametrii tehnici, cum ar fi viteza maximă admisă, raza de curbură minimă, lățimea benzilor sau distanțele minime între intersecții. În plus, drumurile expres pot avea secțiuni cu o singură bandă pe sens în zonele cu densitate redusă de trafic (în 2025, aceste secțiuni constituie 3% din rețeaua de drumuri rapide).
Dezvoltarea autostrăzilor moderne a început în anii 1970, dar a avansat foarte lent în perioada comunistă și în primii ani de după aceasta – între 1970 și 2000 au fost construiți doar 434 km de autostrăzi (5% din rețeaua planificată). Între 2001 și 2010 au fost deschiși alți 1050 km (13% din rețea), urmați de 2773 km (34% din rețea) construiți între 2011 și 2020. Se preconizează că aproximativ 2500 km (aproximativ 31%) vor fi deschiși în anii 2020-2030, iar ultimii 17% vor fi finalizați după 2030.
În iulie 2025, erau în funcțiune 5221,7 km de autostrăzi și drumuri expres (63% din rețeaua planificată), iar contractele pentru construcția altor 1349 km (16% din rețea) sunt în desfășurare.
Cu excepția secțiunilor cu o singură bandă pe sens ale drumurilor expres, ambele tipuri de drumuri îndeplinesc definiția de autostradă conform OECD sau Convenției de la Viena. Limitele de viteză în Polonia sunt de 140 km/h pe autostrăzi și 120 km/h pe drumurile expres (100 km/h în cazul secțiunilor cu o singură bandă pe sens). Unele secțiuni de autostradă sunt cu taxă.

## Parametri tehnici

### Baza legală
Parametrii drumurilor sunt specificați în Regulamentul Ministrului Transporturilor și Economiei Maritime din 24 iunie 2022 privind condițiile tehnice pe care trebuie să le îndeplinească drumurile publice și amplasarea acestora. O autostradă diferă de un drum expres în principal prin faptul că un drum expres: poate avea o singură bandă, are mai multe intersecții, uneori are intersecții la nivel, în zonele dezvoltate poate fi proiectat pentru o viteză de proiectare mai mică decât o autostradă, are benzi de circulație mai înguste și poate avea benzi de urgență și acostamente mai înguste. Un drum expres are o lățime minimă a zonei de siguranță mai mică decât o autostradă - 40 m în loc de 60 m.

### Parametrii autostrăzii
Autostrăzile sunt drumuri publice cu acces controlat, destinate exclusiv vehiculelor motorizate, având două benzi de circulație separate de un spațiu median, fiecare cu cel puțin două benzi pe sens. Nu au intersecții la nivel cu alte drumuri sau cu alte forme de transport terestru și pe apă și includ treceri pentru animale construite deasupra drumului. Autostrăzile dispun de benzi de urgență și benzi de accelerare/decelerare, fiind echipate cu zone dedicate de odihnă pe marginea drumului. Acestea sunt singurele drumuri din Polonia care folosesc semne rutiere cu fundal albastru - celelalte drumuri folosesc semne verzi.
| Viteza de proiectare [km/h]                                                                        | 120  | 100  | 801  |
| -------------------------------------------------------------------------------------------------- | ---- | ---- | ---- |
| Lățimea benzii (m)                                                                                 | 3,75 | 3,75 | 3,5  |
| Lățimea benzii de urgență (m)                                                                      | 3,0  | 2,5  | 2,5  |
| Lungimea maximă (m) a unei secțiuni drepte cu curbe de nivel care nu restricționează vizibilitatea | 2000 | 2000 | 1500 |
| Lungimea minimă a secțiunii drepte între curbele în aceeași direcție (m)                           | 500  | 400  | 350  |
| Lungimea minimă a curbei (m)                                                                       | 300  | 200  | 150  |
| Declivitate maximă (%)                                                                             | 4    | 5    | 6    |

1. numai în limitele sau vecinătatea unui oraș mare

### Parametrii drumului expres
Drumurile expres împărtășesc majoritatea caracteristicilor autostrăzilor, diferențiindu-se în principal prin faptul că:
1. Drumurile expres sunt proiectate pentru viteze mai mici decât autostrăzile. De exemplu, raza de curbură poate fi mai mică, iar benzile sunt de obicei mai înguste (3,5 m față de 3,75 m). Benzile de urgență pot fi, de asemenea, mai înguste (2,5 m față de 3 m), iar în situații excepționale, drumurile expres pot să nu le aibă deloc.
2. Drumurile expres pot avea o singură bandă de circulație pe secțiunile cu densitate redusă a traficului.
3. Autostrăzile pot avea intersecții doar cu drumuri principale, iar distanța dintre intersecții este, de obicei, de cel puțin 15 km (sau 5 km în apropierea orașelor mari), în timp ce drumurile expres au, de regulă, intersecții mai frecvente. În situații excepționale, drumurile expres pot să nu aibă benzi dedicate pentru accelerare/decelerare la intersecții.

În mod formal, drumurile expres sunt de asemenea autorizate să admită intersecții la nivel cu drumuri publice secundare în cazuri excepționale. Totuși, în 2020, ultima astfel de intersecție rămasă în Polonia a fost reconstruită într-o intersecție denivelată.
| | În afara zonei urbane | În afara zonei urbane | În afara zonei urbane | În zona urbană1 | În zona urbană1 | În zona urbană1 |
| Viteza de proiectare [km/h]                                                                        | 1201                  | 100                   | 80                    | 80              | 70              | 60              |
| Lățimea benzii (m)                                                                                 | 3,5                   | 3,5 3,75²             | 3,5                   | 3,5             | 3,5             | 3,5             |
| Lungimea maximă (m) a unei secțiuni drepte cu curbe de nivel care nu restricționează vizibilitatea | 2000                  | 2000                  | 1500                  | 1500            | 1200            | 1000            |
| Lungimea minimă a secțiunii drepte între curbele în aceeași direcție (m)                           | 500                   | 400                   | 350                   | 350             | 300             | 250             |
| Lungimea minimă a curbei (m)                                                                       | 300                   | 200                   | 150                   | 150             | 100             | 100             |
| Declivitate maximă (%)                                                                             | 4                     | 5                     | 6                     | 6               | 7               | 8               |

1. doar drumuri cu două sensuri de circulație
2. drum cu un singur sens de circulație

## Termeni legali de utilizare

### Indicatoare rutiere
Autostrăzile din Polonia sunt marcate cu un semn alb care reprezintă un viaduct deasupra a două benzi de circulație albe, pe un fundal albastru . Sunt numerotate cu un semn pe fundal roșu, cu un număr alb precedat întotdeauna de litera „A” și un semn mic D-9, folosit doar pentru indicatoarele care arată direcția de acces către autostradă . Indicatoarele de pe autostrăzi au fundal albastru.

Indicator rutier D-9 pentru autostradă în Polonia.

Drumurile expres din Polonia sunt marcate cu un semn alb care reprezintă o mașină îndreptată spre șofer, pe un fundal albastru . Sunt numerotate cu un semn pe fundal roșu, cu un număr alb precedat întotdeauna de litera „S” și un semn mic D-7, folosit doar pentru indicatoarele care arată direcția de acces către un drum expres . Indicatoarele de pe drumurile expres au fundal verde.

Indicator rutier D-7 pentru drum expres în Polonia.

### Numerotare
Numerotarea autostrăzilor și drumurilor expres în Polonia este conformă cu numerotarea rețelei de drumuri naționale. Autostrăzile sunt construite paralel cu drumurile naționale și, după ce sunt date în folosință, preiau numerele acestora, cu litera „A” adăugată înaintea numărului . Drumul vechi este, de obicei, redenumit cu un nou număr, de 90 de ori mai mare decât cel anterior .
Drumurile expres sunt construite, în majoritatea cazurilor, pe traseul existent al drumurilor naționale și preiau numărul drumului național înlocuit, precedat de litera „S” . În secțiunile în care drumul național vechi nu se suprapune cu noul traseu al drumului expres, acesta devine drum municipal sau, dacă este necesar, drum provincial după o decizie a autorităților provinciale și primește o denumire nouă corespunzătoare .

Indicator rutier E-15c pentru autostrăzi în Polonia.

Indicator rutier E-15d pentru drumuri expres în Polonia.

Autostrăzile și drumurile expres din Polonia pot avea în același timp denumiri de 
rute europene, independent de numerotarea națională. De exemplu, întreaga autostradă A2 face parte din drumul E30 . În astfel de cazuri, ambele numere sunt vizibile pe semnele de circulație .

Indicator rutier E-1, amplasat aproape de începutul drumului expres S7

Indicator rutier E-14a de orientare de pe Autostrada A2

### Limite de viteză
| Viteza maximă (km/h) | Viteza maximă (km/h) | Viteza maximă (km/h)              | Viteza maximă (km/h)           |
| Vehicul | Autostradă           | Drum expres cu două benzi pe sens | Drum expres cu o bandă pe sens |
| --- | -------------------- | --------------------------------- | ------------------------------ |
| Mașină personală, motocicletă, furgonetă de până la 3,5 t (nu se aplică dacă se tractează o remorcă) |                      |                                   |                                |
| Autobuz care respectă cerințe tehnice suplimentare |                      |                                   |                                |
| Autobuz; vehicul de peste 3,5 t sau care tractează o remorcă sau transportă materiale periculoase |                      |                                   |                                |
| Vehicul cu echipament care depășește cu mai mult de 1,5 m scaunul șoferului |                      |                                   |                                |
| Motocicletă (inclusiv cu remorcă) care transportă un copil de până la 7 ani |                      |                                   |                                |
| Interzis pe autostrăzi: pietonii, bicicletele, mopedele, vehiculele agricole. Viteza minimă pe autostrăzi este de 40 km/h, cu excepția situațiilor extraordinare (zăpadă, gheață sau vehicul defect). Este interzisă oprirea, cu excepția situațiilor excepționale, sau circulația cu spatele. Remorcarea nu este permisă pe autostrăzi, dar este autorizată pe drumurile expres. |                      |                                   |                                |

La începutul anului 2011, viteza maximă permisă pentru autoturisme a fost crescută (de la 130 km/h la 140 km/h pe autostrăzi și de la 110 km/h la 120 km/h pe drumurile cu două benzi).

### Taxe
Începând din 2023, aproape toate autostrăzile sunt fără plată pentru vehicule cu o greutate maximă permisă de până la 3,5 tone (pentru un autoturism cu remorcă, greutatea maximă permisă combinată a autoturismului și a remorcii nu trebuie să depășească 3,5 tone). Pe unele secțiuni, infrastructura veche pentru colectarea taxelor este încă în funcțiune.
Utilizarea e-Toll este obligatorie pentru autobuze, precum și pentru toate vehiculele cu greutate maximă permisă care depășește 3,5 tone (inclusiv remorca) atunci când circulă pe drumurile din Polonia (nu doar pe autostrăzi). Mai multe detalii pot fi găsite pe site-ul e-Toll.

Indicator rutier pentru taxele de drum aplicabile vehiculelor de peste 3,5 tone.

Secțiunile concesionate ale autostrăzilor A2 și A4 sunt cu taxă. În sistemul închis, există stații de taxare la fiecare nod rutier, atât la intrarea, cât și la ieșirea din secțiunea cu taxă; șoferul primește un tichet la intrarea pe autostradă și plătește la ieșire, prețul fiind calculat în funcție de distanța parcursă. În sistemul deschis, două stații de taxare sunt amplasate la capetele secțiunii; o persoană care parcurge întreaga distanță plătește la ambele porți, în timp ce o persoană care intră sau iese din autostradă la mijlocul secțiunii plătește doar la o singură poartă. Următoarele secțiuni sunt cu taxă:
- A1 Pruszcz Gdański – Toruń (administrată de GTC): 152 km, 30 PLN (sistem închis).
- A2 Rzepin – Poznań-Vest (administrată de AWSA): 133 km, 50 PLN (sistem închis). (Ocolitoarea orașului Poznań este fără taxă. În mod special, asta înseamnă că o persoană care circulă pe S5 sau S11 nu trebuie să plătească pentru utilizarea secțiunii comune a autostrăzii A2.)
- A2 Poznań-Est – Sługocin (administrată de AWSA): 85 km, 64 PLN (sistem deschis).
- A4 Mysłowice – Kraków-Balice (administrată de Stalexport): 52 km, 32 PLN (sistem deschis); este posibil să se plătească automat folosind colectarea electronică a taxelor prin aplicația mobilă Autopay, care permite economisirea timpului prin alegerea „porților rapide” pentru taxare electronică, în loc să se aștepte la coadă la porțile obișnuite care acceptă atât colectarea manuală, cât și cea electronică a taxelor. (Ocolitoarea orașului Kraków este gratuită. În mod special, asta înseamnă că o persoană care circulă pe S7 sau S52 nu trebuie să plătească pentru utilizarea secțiunii comune a autostrăzii A4.)

Secțiuni de autostrăzi cu taxă

Cuvântul Płatna indică o autostradă cu taxă.

## Lista autostrăzilor și drumurilor expres
În 2004, guvernul a publicat un document care definea rețeaua planificată de autostrăzi, având o lungime de aproximativ 7.200 km. Modificările notabile introduse în amendamentele ulterioare includ realocarea drumului S8 și adăugarea drumului S61 (schimbare legată de conflictul din Valea Rospuda), introducerea drumurilor S16, S52 și A/S50, precum și extinderea drumurilor S5, S8 și S10.
Rețeaua planificată constă din 16 drumuri majore (cu o lungime preconizată de peste 200 km fiecare): A1, S3, S5, S7, S11, S17, S19, S61 care se desfășoară de la nord la sud și A2/S2, A4, S6/A6, S8/A8, S10, S12, S16, S74 care se desfășoară de la vest la est, precum și 9 drumuri mai scurte.

Tabelul de mai jos conține un rezumat și stadiul implementării autostrăzilor și drumurilor expres planificate în Polonia, conform „listei de autostrăzi și drumuri expres din Republica Polonia” a guvernului, care este o anexă la reglementările Consiliului de Miniștri. În secțiunea Lungimea totală, valorile precedate de simbolul ≈ sunt aproximative și au doar scop orientativ (traseul final al acestor drumuri nu a fost stabilit, prin urmare lungimea exactă este necunoscută). Datele din celelalte secțiuni sunt valabile la 28 iulie 2025.
Orice modificări în tabelul de mai jos sunt efectuate pe baza articolelor Wikipedia despre autostrăzile și drumurile expres individuale (informațiile din articolele menționate sunt bazate pe surse de încredere).

### Autostrăzi
| Indicator        | Hartă            | Traseu planificat                                           | Lungime totală | Secțiuni finalizate | Secțiuni finalizate [%] | Secțiuni în execuție | Secțiuni în licitație | Secțiuni cu aviz de mediu |
| ---------------- | ---------------- | ----------------------------------------------------------- | -------------- | ------------------- | ----------------------- | -------------------- | --------------------- | ------------------------- |
|                  |                  | Rusocin (S6) – Gorzyczki (graniță)                          | 568 km         | 568 km              | 100%                    |                      |                       |                           |
|                  |                  | Świecko (graniță) – Kukuryki (graniță)                      | 622,2 km       | 513,2 km            | 82,5%                   | 64 km                | 25,3 km               | 7 km                      |
|                  |                  | Jędrzychowice (graniță) – Korczowa (graniță)                | 672,8 km       | 672,8 km            | 100%                    |                      |                       |                           |
|                  |                  | (S6) Kołbaskowo (graniță) – Rzęśnica (S3)                   | 29 km          | 29 km               | 100%                    |                      |                       |                           |
|                  |                  | autostrada ocolitoare Wrocławia pe tronsonul A4 – Psie Pole | 22,4 km        | 22,4 km             | 100%                    |                      |                       |                           |
|                  |                  | Olszyna (graniță) – Krzyżowa (A4)                           | 76,8 km        | 76,8 km             | 100%                    |                      |                       |                           |
|                  |                  | Portul Central de Comunicații – Mińsk Mazowiecki            | 114 km         | 0 km                | 0%                      |                      |                       |                           |
| Total autostrăzi | Total autostrăzi | Total autostrăzi                                            | 2105,2 km      | 1895,2 km           | 90,01%                  | 64 km                | 25,3 km               | 7 km                      |

### Drumuri expres
| Indicator            | Hartă                | Traseu planificat                                                                            | Lungime totală | Secțiuni finalizate         | Secțiuni finalizate [%] | Secțiuni în construcție    | Secțiuni în licitație | Secțiuni cu aviz de mediu |
| -------------------- | -------------------- | -------------------------------------------------------------------------------------------- | -------------- | --------------------------- | ----------------------- | -------------------------- | --------------------- | ------------------------- |
|                      |                      | Pyrzowice (A1) – Zwardoń (graniță)                                                           | 142,7 km       | 77,4 km +17,1 km o bandă    | 54,2%                   | 39,7 km +8,5 km o bandă    |                       |                           |
|                      |                      | Sud. Ocol. Varșoviei: Konotopa (A2) – Lubelska (A2)                                          | 34,1 km        | 34,1 km                     | 100%                    |                            |                       |                           |
|                      |                      | Świnoujście – Lubawka (graniță)                                                              | 470,6 km       | 436,1 km                    | 92,7%                   | 34,5 km                    |                       |                           |
|                      |                      | Ostróda (S7) – Bolków (S3)                                                                   | 508,2 km       | 368,2 km                    | 72,5%                   |                            |                       |                           |
|                      |                      | Kołbaskowo (A6) – Rusocin (A1)                                                               | 422,3 km       | 248,9 km                    | 58,9%                   | 124,5 km                   | 48,9 km               |                           |
|                      |                      | Gdynia (Morska) (A1) – Rabka-Zdrój (Zabornia)                                                | 705,6 km       | 619,3 km                    | 87,8%                   | 48,7 km                    |                       | 12,9 km                   |
|                      |                      | Kłodzko – Choroszcz (S19)                                                                    | 627,8 km       | 541 km                      | 86,2%                   | 54,4 km                    | 9,4 km                |                           |
|                      |                      | Szczecin (A6) – Naruszewo (S50)                                                              | 385,4 km       | 55,6 km +7,8 km o bandă     | 14,4%                   | 164 km +7,8 km o bandă     |                       | 40 km                     |
|                      |                      | Kołobrzeg – Tarnowskie Góry (A1)                                                             | 551 km         | 151,6 km +10,3 km o bandă   | 27,5%                   | 122,2 km +4,2 km o bandă   |                       | 96 km                     |
|                      |                      | Piotrków Trybunalski (A1) – Dorohusk-Jahodyn (graniță)                                       | 327,1 km       | 82,9 km +12,7 km o bandă    | 25,3%                   | 98,5 km                    |                       | 133 km +12,7 km o bandă   |
|                      |                      | Vest. ocol. Łodzi: Słowik (A2) – Róża (S8)                                                   | 43,7 km        | 43,7 km                     | 100%                    |                            |                       |                           |
|                      |                      | Olsztyn (S51) – Knyszyn (S19)                                                                | 208,4 km       | 24,7 km +18,4 km o bandă    | 11,9%                   | 20,8 km +18,4 km o bandă   |                       |                           |
|                      |                      | Varșovia (Drewnica) (S8) – Hrebenne-Rawa Ruska (graniță)                                     | 320,6 km       | 193,4 km                    | 60,3%                   | 93,4 km                    |                       | 33,8 km                   |
|                      |                      | Kuźnica Białostocka-Bruzgi (graniță) – Barwinek (graniță)                                    | 582,4 km       | 164,6 km +29,5 km o bandă   | 28,3%                   | 355,9 km +29,5 km o bandă  |                       | 32,4 km                   |
|                      |                      | Elbląg (S7) – Grzechotki (graniță)                                                           | 50,6 km        | 50,6 km o bandă             | 100% o bandă            |                            |                       |                           |
|                      |                      | Portul Central de Comunicații – Mińsk Mazowiecki                                             | 191 km         | 0 km                        | 0%                      |                            |                       |                           |
|                      |                      | Olsztyn (S16) – Olsztynek (S7)                                                               | 34 km          | 34 km                       | 100%                    |                            |                       |                           |
|                      |                      | Cieszyn (graniță) – Głogoczów (DK7) + centura de nord a Cracoviei: Balice (A4) – Zastów (S7) | 136,3 km       | 74,9 km                     | 55%                     |                            |                       | 61,4 km                   |
|                      |                      | Ostrów Mazowiecka (S8) – Budzisko (graniță)                                                  | 210,4 km       | 197,4 km                    | 93,8%                   | 13 km                      |                       |                           |
|                      |                      | Sulejów (S12) – Nisko (S19)                                                                  | 206,7 km       | 6,8 km                      | 3,3%                    | 104,9 km                   |                       | 24 km                     |
|                      |                      | Varșovia (Marynarska) – Varșovia-Aeroport (S2)                                               | 7,5 km         | 7,5 km                      | 100%                    |                            |                       |                           |
|                      |                      | Sosnowiec (Małobądzka) – Katowice (Boh. Monte Cassino)                                       | 8,6 km         | 8,6 km                      | 100%                    |                            |                       |                           |
| Total drumuri expres | Total drumuri expres | Total drumuri expres                                                                         | 6175 km        | 3370,4 km +146,4 km o bandă | 54,58% +2,37% o bandă   | 1274,5 km +68,4 km o bandă | 58,3 km               | 433,5 km +12,7 km o bandă |

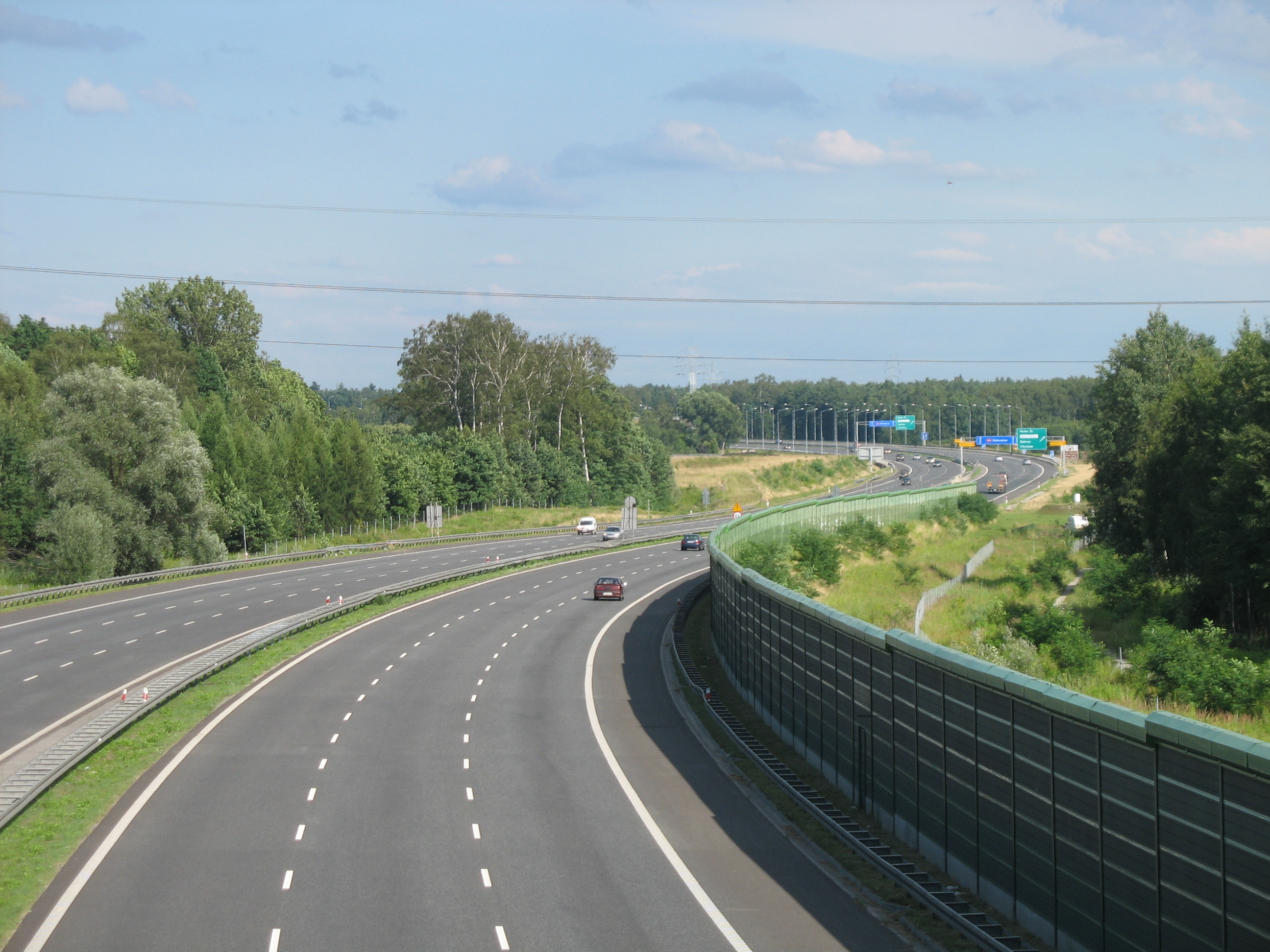
A4 in Zabrze: secțiune cu 2x3 benzi

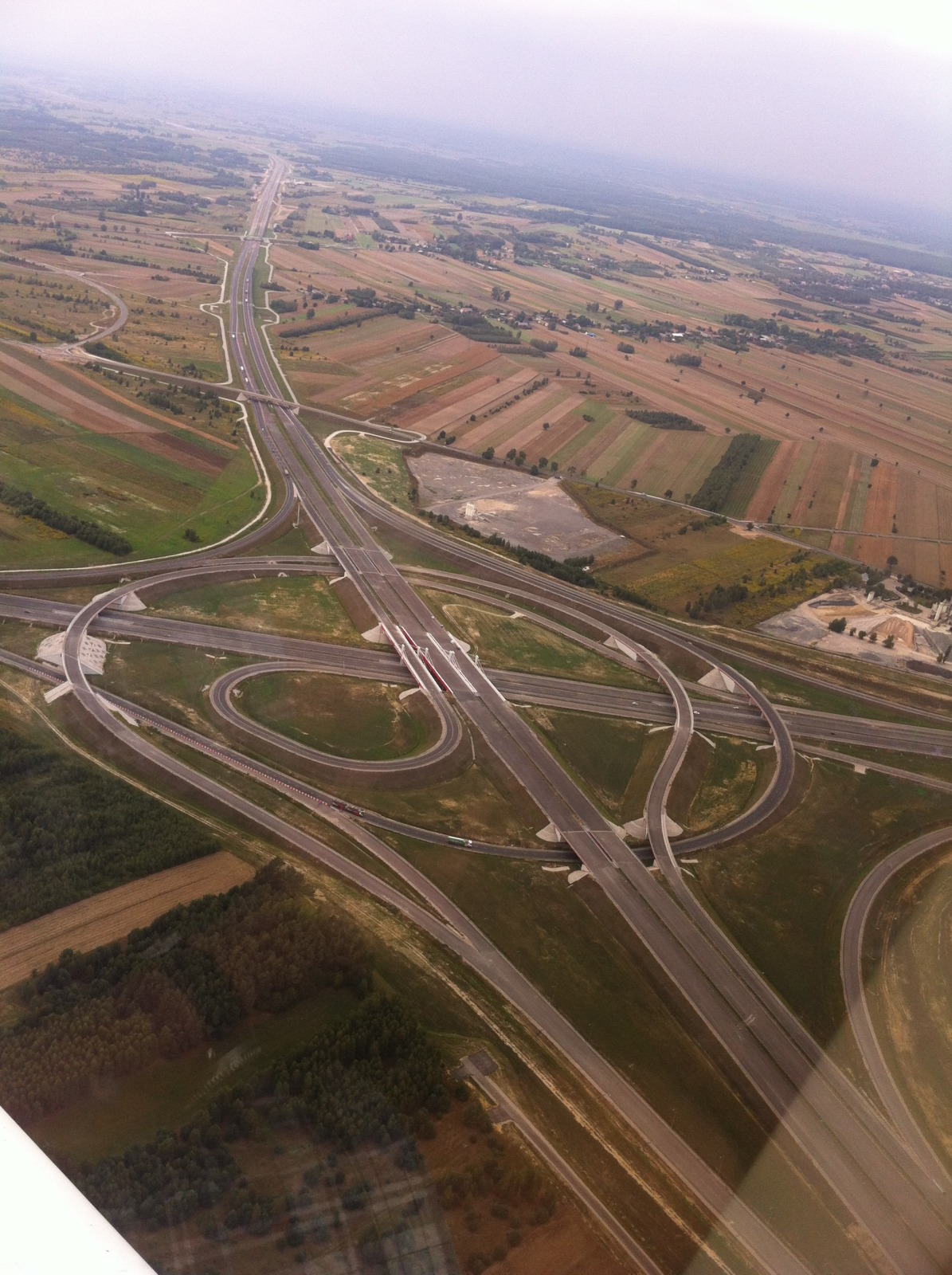
A1/A2 Łódź Intersecția Północ

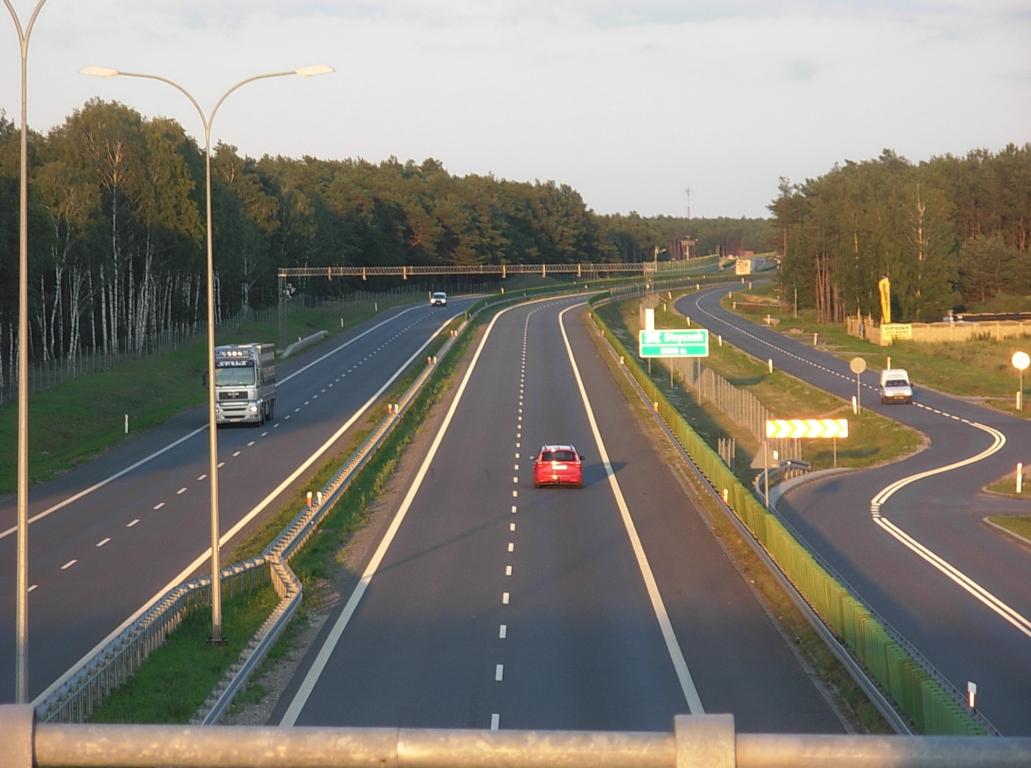
S5 în apropiere de Bydgoszcz cu 2x2 benzi: cel mai frecvent tip de drum expres

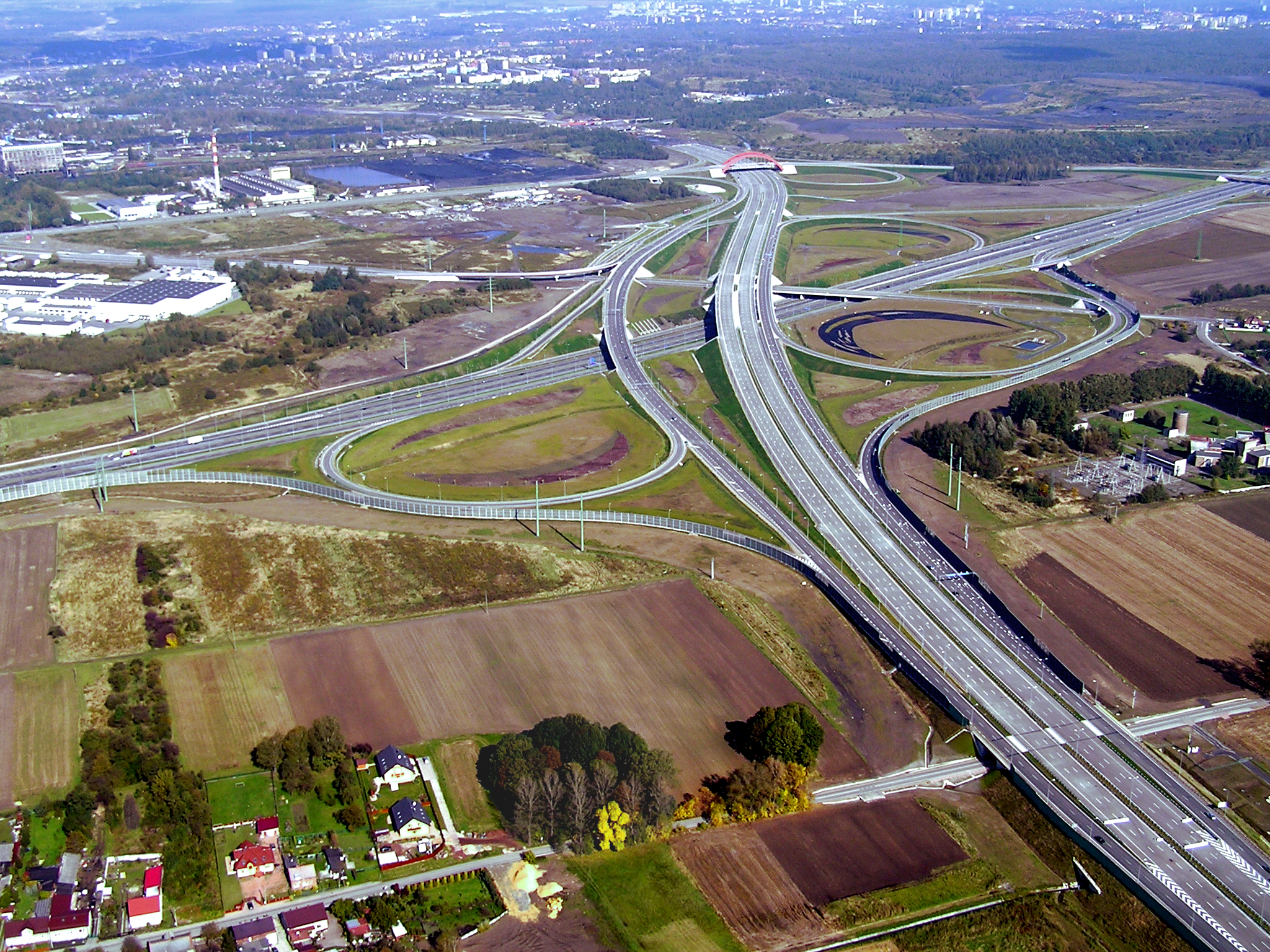
A1/A4 Gliwice Intersecția Sośnica

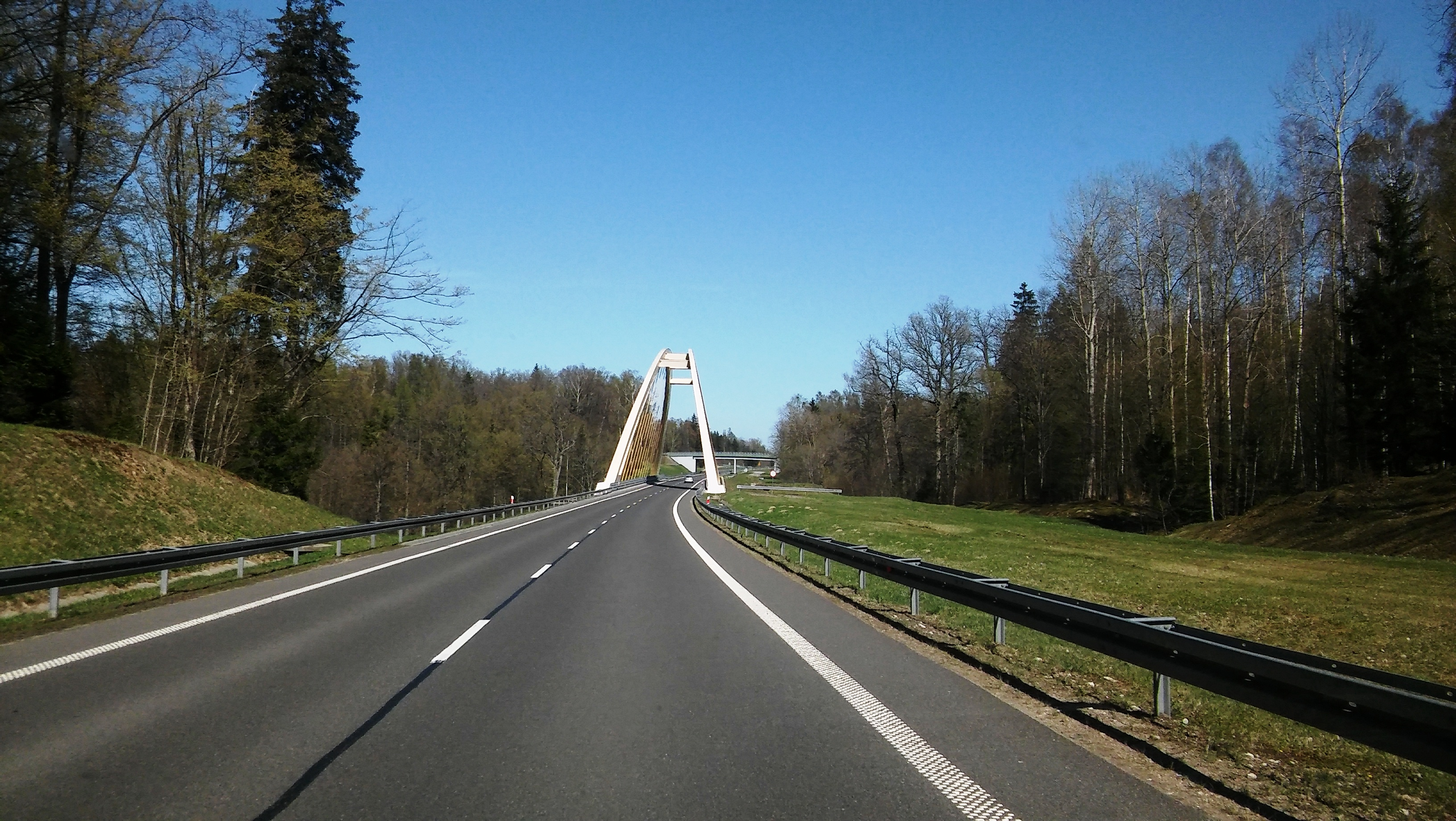
S22 în apropierea frontierei cu Regiunea Kaliningrad: drum expres cu o singură bandă pe sens; spațiul rezervat pentru a doua bandă poate fi observat pe partea dreaptă

Începând cu 28 iulie 2025, secțiunile operaționale ale autostrăzilor utilizează următoarele tipuri de secțiuni transversale:
- 7% (367 km) – autostrăzi și drumuri expres cu 2x3 sau (ocazional) 2x4 sau 2x5 benzi,
- 90% (4690 km) – autostrăzi și drumuri expres cu 2x2 benzi,
- 3% (164 km) – drumuri expres cu o singură bandă pe sens, dintre care: 109 km cu benzi 1+1, 53 km cu benzi 1+1 și fragmente cu două benzi (2x2) în jurul intersecțiilor, 16 km cu benzi interschimbabile 2+1.

Toate drumurile expres cu o singură bandă pe sens sunt construite cu spațiu rezervat pentru o eventuală extindere la două benzi pe sens, iar toate podurile de deasupra acestor drumuri sunt pregătite pentru a cuprinde și a doua bandă de circulație pe viitor. Majoritatea acestor secțiuni sunt planificate să fie lărgite la profil complet până în 2033, cu excepția drumurilor S1 (în apropierea frontierei cu Slovacia) și S22 (în apropierea frontierei cu Regiunea Kaliningrad), unde lărgirea nu este prevăzută în prezent.

## Volumele de trafic
Volumele de trafic din Polonia înregistrează o creștere rapidă de la căderea comunismului în 1989: traficul mediu zilnic anual înregistrat în 2020 se ridică la peste 360% din traficul mediu înregistrat în 1990. De asemenea, odată cu creșterea traficului, lungimea drumurilor naționale supraaglomerate cu o singură bandă a crescut în mod constant până la maximul de 1389 km în 2010. Datorită numărului mare de secțiuni de autostradă deschise între 2010 și 2020, în acel deceniu lungimea drumurilor supraaglomerate a scăzut pentru prima dată în istorie, de la 1389 km în 2010 la 1121 km în 2020.
Ultima măsurătoare generală a fost efectuată în 2020, deși unele zile de măsurare au fost mutate în 2021 din cauza pandemiei de COVID-19 care ar fi făcut ca rezultatele din 2020 să fie nesigure. Următoarele autostrăzi au înregistrat cele mai mari volume:
| Cele mai aglomerate autostrăzi și drumuri expres din Polonia (în numere absolute) | Cele mai aglomerate autostrăzi și drumuri expres din Polonia (în numere absolute) | Cele mai aglomerate autostrăzi și drumuri expres din Polonia (în numere absolute) | Cele mai aglomerate autostrăzi și drumuri expres din Polonia (în numere absolute) |
| Nr.                                                                               | Secțiune                                                                          | Vehicule / zi                                                                     | Observații |
| --------------------------------------------------------------------------------- | --------------------------------------------------------------------------------- | --------------------------------------------------------------------------------- | --- |
| 1                                                                                 | S8 în Varșovia (parțial comună cu S7)                                             | 198.000                                                                           | Cel mai mare trafic mediu zilnic anual pe secțiuni cu 5 benzi pe sens: 198k. Cel mai mare trafic mediu zilnic anual pe secțiuni cu 3 benzi pe sens: 179k. S8 în Varșovia deservește atât traficul de tranzit cât și cel local și se formează ambuteiaje lungi în timpul orelor de vârf. |
| 1                                                                                 | S2, centura sudică a Varșoviei (parțial comună cu S7 și S8)                       | 114.000                                                                           | De la 3 la 5 benzi pe sens. |
| 2                                                                                 | S86                                                                               | 113.000                                                                           | S86 deservește în principal traficul local între Sosnowiec și Katowice și nu face parte din rețeaua de tranzit a Poloniei. 3 benzi pe sens. |
| 3                                                                                 | A4 în Katowice                                                                    | 105.000                                                                           | A4 deservește atât traficul de tranzit (2 benzi pe sens) cât și traficul local (2 benzi pe sens). |
| Cele mai aglomerate autostrăzi și drumuri expres din Polonia (per număr de benzi) |                                                                                   |                                                                                   | |
| Nr.                                                                               | Secțiune                                                                          | Vehicule / zi / număr de benzi                                                    | Observații |
| 1                                                                                 | S8 în Varșovia (parțial comună cu S7)                                             | 179.000 / 2x3 benzi                                                               | S8 în Varșovia deservește atât traficul de tranzit cât și cel local și se formează ambuteiaje lungi în timpul orelor de vârf. |
| 2                                                                                 | S6, centura ocolitoare a Gdańsk, Sopot și Gdynia                                  | 93.000 / 2x2 benzi                                                                | O scădere a traficului pe S6 este așteptată după deschiderea centurii exterioare a Tricity (S7) la mijlocul anului 2025. |
| 3                                                                                 | A4, centura ocolitoare vestică a Cracoviei                                        | 85.000 / 2x2 benzi                                                                | Se așteaptă o scădere a traficului pe A4 după deschiderea centurii nord-estice a Cracoviei (S7/S52) la mijlocul anului 2025. Lărgirea la 3 benzi pe sens este planificată în viitor (după 2030).                                                                                        |

Cele mai mari și cele mai mici valori ale traficului zilnic mediu anual înregistrate au fost:
| Categorie | Secțiune | Vehicule / zi | Observații |
| Cele mai aglomerate drumuri naționale obișnuite din Polonia Notă: Măsurătorile nu sunt efectuate pe drumurile naționale din interiorul limitelor marilor orașe | Cele mai aglomerate drumuri naționale obișnuite din Polonia Notă: Măsurătorile nu sunt efectuate pe drumurile naționale din interiorul limitelor marilor orașe | Cele mai aglomerate drumuri naționale obișnuite din Polonia Notă: Măsurătorile nu sunt efectuate pe drumurile naționale din interiorul limitelor marilor orașe | Cele mai aglomerate drumuri naționale obișnuite din Polonia Notă: Măsurătorile nu sunt efectuate pe drumurile naționale din interiorul limitelor marilor orașe                                                                         |
| --- | --- | --- | --- |
| Cel mai aglomerat drum național cu două benzi | DK7 la nord de Varșovia | 63.000 | 2 benzi pe sens cu intersecții la nivel și semafoare. O nouă rută paralelă a S7 este planificată să fie deschisă în viitor (în jurul anului 2032).                                                                                     |
| Cel mai aglomerat drum național cu o singură bandă | DK44 la vest de Cracovia | 36.000 | Lărgirea la 2 benzi pe sens este planificată pentru viitor (după 2030). |
| Cea mai aglomerată șosea națională cu o singură bandă în cadrul rețelei de autostrăzi și drumuri expres planificate                                            | DK19 la nord de Lublin | 28.500 | S19 este în construcție, fiind așteptată să fie deschisă la mijlocul anului 2026. |
| Cele mai puțin aglomerate autostrăzi și drumuri expres din Polonia                                                                                             | | | |
| Cel mai puțin aglomerat drum expres cu o singură bandă | S22 aproape de /Regiunea Kaliningrad | 800 | Rezultatele nu pot fi considerate complet de încredere, deoarece măsurătorile au fost efectuate în timp ce restricțiile majore de intrare în Uniunea Europeană prin frontiera sa externă erau în vigoare din cauza pandemiei COVID-19. |
| Cea mai puțin aglomerată autostradă cu două benzi | A4 aproape de / | 1.800 | Rezultatele nu pot fi considerate complet de încredere, deoarece măsurătorile au fost efectuate în timp ce restricțiile majore de intrare în Uniunea Europeană prin frontiera sa externă erau în vigoare din cauza pandemiei COVID-19. |
| Cel mai puțin aglomerat drum expres, cu excepția secțiunilor din apropierea frontierei                                                                         | S11 centura ocolitoare a Szczecinek | 3.900 – 6.400 | |

## Lungimea totală a autostrăzilor și drumurilor expres pe ani
| Year                                   | Lungimea autostrăzilor și drumurilor expres (la sfârșitul anului)                                                                          |
| -------------------------------------- | --- |
| 1936 (pe atunci Germania Nazistă)      | 92 km |
| 1937 (pe atunci Germania Nazistă)      | 104 km și 38 km prima bandă de circulație                                                                                                  |
| 1938–1945 (pe atunci Germania Nazistă) | 133 km și 135 km prima bandă de circulație (mai jos, nu sunt considerate autostrăzi până la adăugarea celei de-a doua benzi de circulație) |
| 1939–1945 (Polonia)                    | 28 km (în prezent, nu sunt considerați ca drum rapid)                                                                                      |
| 1945–1976                              | 133 km |
| 1977                                   | 169 km |
| 1978                                   | 169 km |
| 1979                                   | 190 km |
| 1980                                   | 190 km |
| 1981                                   | 190 km |
| 1982                                   | 190 km |
| 1983                                   | 255 km |
| 1984                                   | 278 km |
| 1985                                   | 321 km |
| 1986                                   | 327 km |
| 1987                                   | 327 km |
| 1988                                   | 348 km |
| 1989                                   | 366 km |
| 1990                                   | 381 km |
| 1991                                   | 399 km |
| 1992                                   | 399 km |
| 1993                                   | 403 km |
| 1994                                   | 405 km |
| 1995                                   | 440 km |
| 1996                                   | 453 km |
| 1997                                   | 456 km |
| 1998                                   | 490 km |
| 1999                                   | 502 km |
| 2000                                   | 592 km |
| 2001                                   | 630 km |
| 2002                                   | 639 km |
| 2003                                   | 727 km |
| 2004                                   | 781 km |
| 2005                                   | 848 km |
| 2006                                   | 1013 km |
| 2007                                   | 1083 km |
| 2008                                   | 1282 km |
| 2009                                   | 1454 km |
| 2010                                   | 1560 km |
| 2011                                   | 1865 km |
| 2012                                   | 2495 km |
| 2013                                   | 2805 km |
| 2014                                   | 3100 km |
| 2015                                   | 3131 km |
| 2016                                   | 3252 km |
| 2017                                   | 3510 km |
| 2018                                   | 3811 km |
| 2019                                   | 4214 km |
| 2020                                   | 4337 km |
| 2021                                   | 4690 km |
| 2022                                   | 4933 km |
| 2023                                   | 5116 km |
| 2024                                   | 5206 km |
| 2025                                   | 5486 km (estimat) |
| 2026                                   | 5937 km (estimat) |
| 2027                                   | 6148 km (estimat) |
| 2028                                   | 6545 km (estimat) |
| 2029                                   | 6630 km (estimat) |
| 2030                                   | cca. 6800 km (planuri) |
| 2031                                   | cca. 7000 km (planuri) |
| 2035                                   | cca. 8000 km (planuri) |
| 2040                                   | cca. 8200 km – rețeaua completă (planuri)                                                                                                  |